# Spinnrad

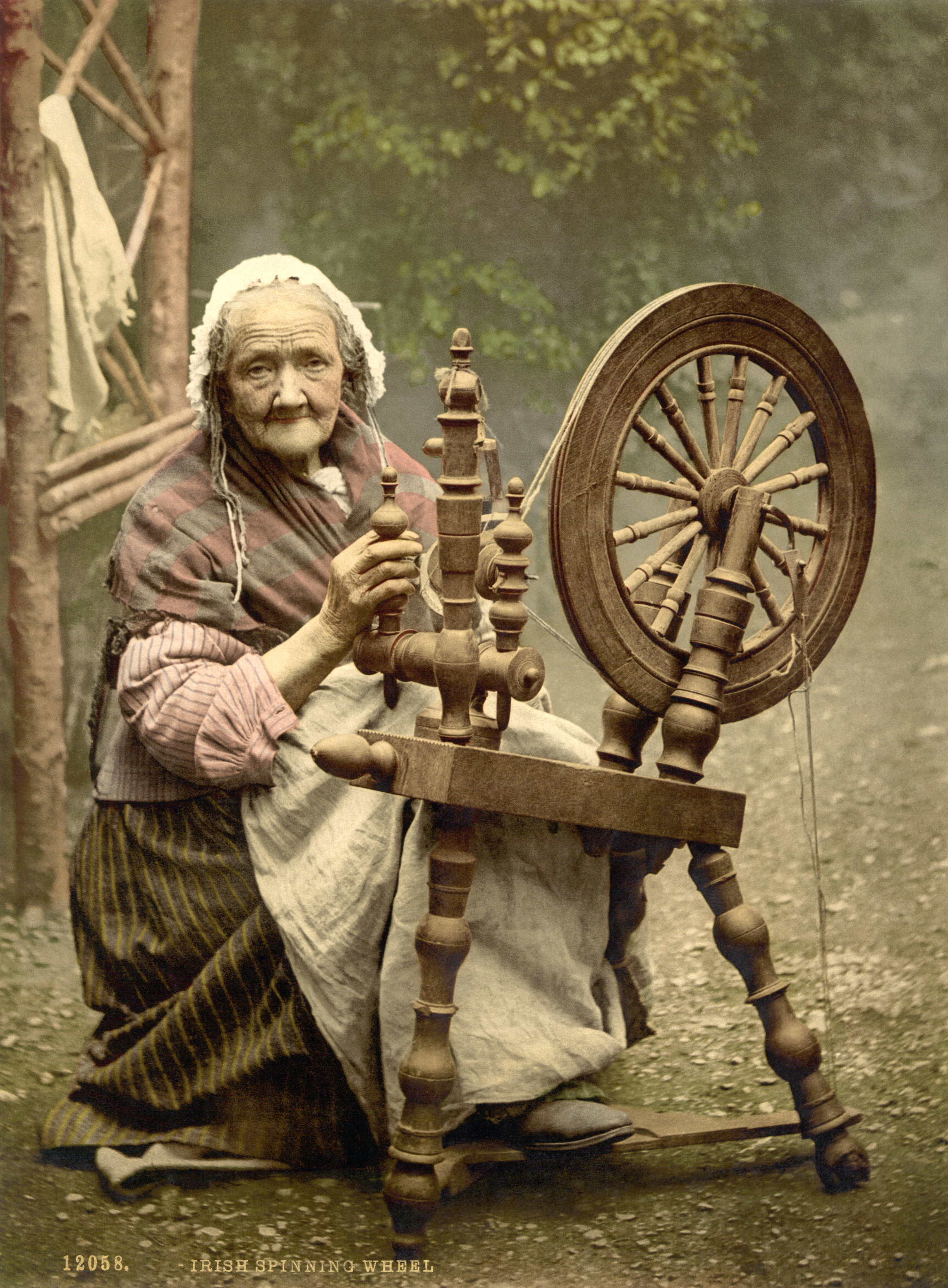
Irisches Langrad um 1900

Das Spinnrad ist ein technisches Hilfsmittel zum Verspinnen von Fasern zur späteren weiteren Verarbeitung (z. B. Weben, Stricken). Beim Verspinnen werden lose Fasern durch gleichzeitiges Verdrehen und Auseinanderziehen zu einem Faden verarbeitet. Als Spinnrad wird sowohl das üblicherweise mit dem Fuß angetriebene Flügelspinnrad als auch das handgetriebene Spindelspinnrad bezeichnet. Die einem Spindelspinnrad sehr ähnlichen Spulräder werden dagegen nicht zum Spinnen, sondern in der Handweberei verwendet. Die Spinnräder wurden von Spillen- oder Spindelmachern hergestellt, die hauptsächlich für das Spinnerei- und Weberhandwerk Geräte aus Holz fertigten. Es ist nicht gesichert, wann und wo das Spinnrad erfunden wurde; es gibt Darstellungen aus Indien und China zwischen dem 5. und 10. Jahrhundert.

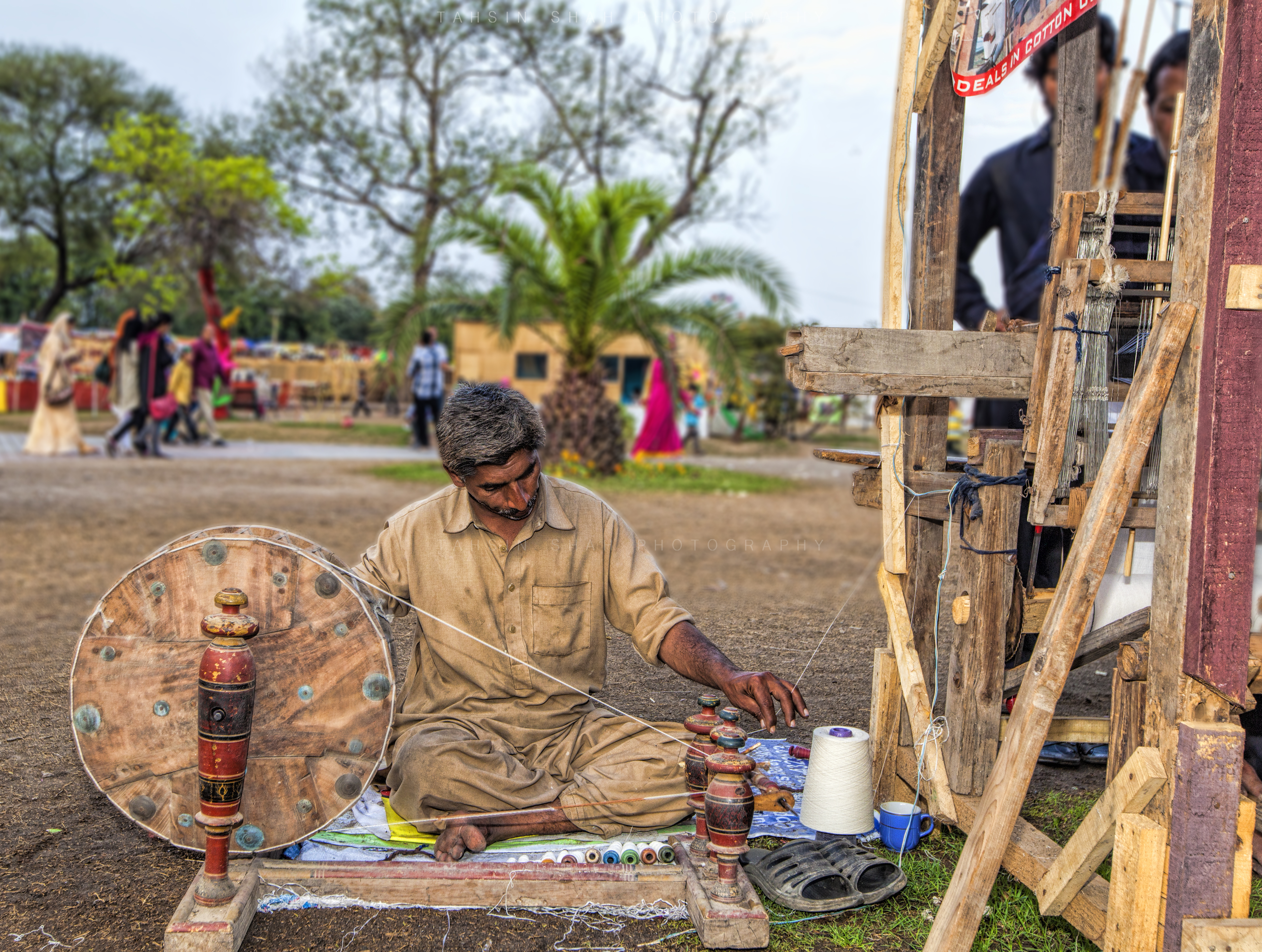
Spindelspinnrad neben einem Handwebstuhl (rechts)

## Geschichte

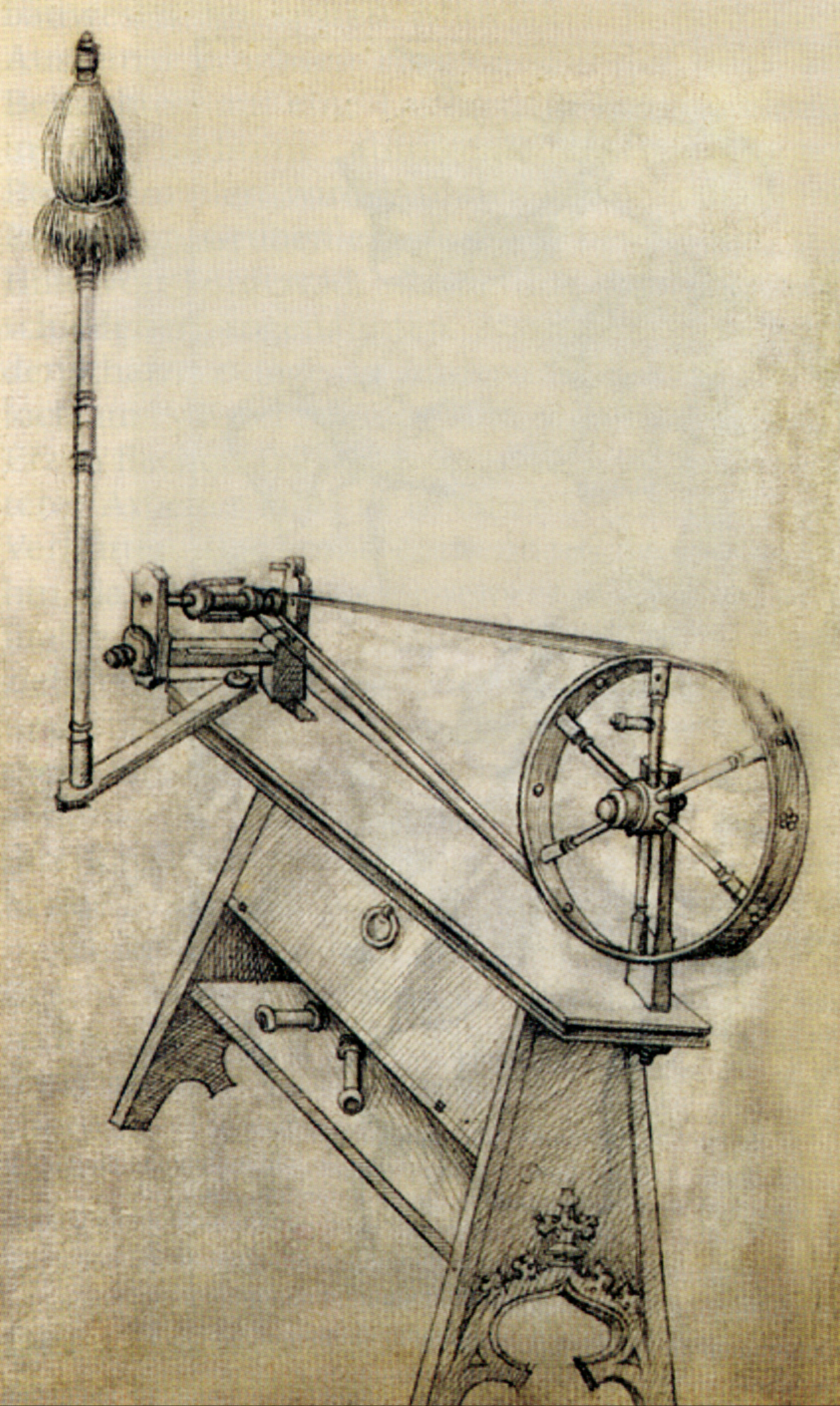
Älteste Darstellung eines Flügelspinnrads im Mittelalterlichen Hausbuch Schloss Wolfegg 1480

Das Spindelspinnrad gelangte gegen Ende des 12. Jahrhunderts aus dem orientalischen Raum nach Europa. Es begann sich im 13. Jahrhundert in Mitteleuropa zu verbreiten, wie die Quellenlage anhand von Verboten, das Spindelspinnrad zu verwenden, für die Zünfte der Tuchmacherei aufzeigt.
Folgende Verbote sind beispielsweise belegt: 1224 Venedig, 1256 Bologna, 1268 Paris, 1280 Speyer, 1288 Abbeville, 1292 Siena, 1305 Douai. In der Handwerksordnung der Weber von Speyer wird es ausdrücklich nur für die Herstellung von Schussgarn zugelassen.
Der Grund für die Beschränkung auf Schussgarn ist in der Forschung umstritten. Die Verbote könnten erlassen worden sein, um die hohe Qualität des mit Handspindel erzeugten Wollgarns zu schützen. Beispielsweise steht im sogenannten Livre des metiers aus Brügge (ca. 1349), dass mit dem Spindelspinnrad gesponnene Wolle generell zu schwach, ungleichmäßig, ungenügend gezwirnt und zu knotig sei. Das Spindelspinnrad blieb in manchen Regionen noch bis ins 15./16. Jahrhundert für die Zünfte verboten.

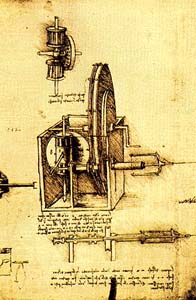
Spinnmaschinen-Entwurf von Leonardo da Vinci

Der erste bildliche Nachweis eines (noch handgetriebenen) Flügelspinnrads stammt erst aus dem Jahr 1480. Der Erfinder dieser völlig neuen Funktionalität des Spinnflügels ist unbekannt. Leonardo da Vinci entwarf etwas später einen Spinnmechanismus mit längsbeweglichem Spinnflügel, der aber wohl nicht zur Verbreitung kam. Ein Fußtritt ist ab der Mitte des 17. Jahrhunderts bekannt.
Als Vorlagen für die ersten mechanischen Spinnmaschinen des 18. Jahrhunderts dienten beide oben genannte Spinnradsysteme. Die etwas ältere Spinning Jenny fußt auf der zweistufigen Absetztechnik der einfachen Spindel, die fast gleichzeitig entwickelte Waterframe hatte dagegen Spinnflügel.
Selbst nach Einführung von Spinnmaschinen wurde das Flügelspinnrad im häuslichen Bereich weiter genutzt und gehörte bis ins 19. Jahrhundert hinein zur Aussteuer der Braut.
Auch heute noch werden von zahlreichen europäischen und außereuropäischen Handwerksbetrieben moderne Flügelspinnräder gebaut und technisch weiterentwickelt, größtenteils für den Bedarf von Freizeit-Spinnerinnen und -Spinnern. Es gibt sogar elektrisch betriebene Spinn„räder“, bei denen das Ausziehen des Fadens allerdings weiterhin von Hand geschieht, während das Schwungrad durch den elektrischen Antrieb ersetzt ist. Diese Spinngeräte werden vorwiegend im Kleingewerbe eingesetzt.

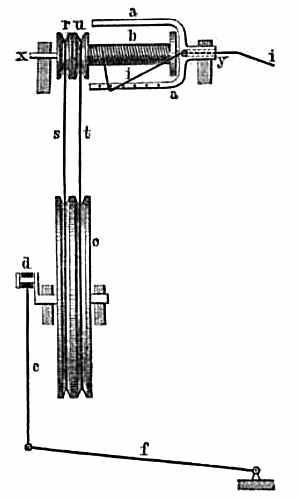
Funktionsprinzip eines zweifädigen Flügelspinnrades

## Flügelspinnrad
Ein Flügelspinnrad besitzt zwei U-förmig miteinander verbundene Flügelarme, die um die Spule rotieren, jedoch in einer geringeren Geschwindigkeit als diese.
Die Flügelarme führen den Spinnfaden, der durch die Rotation der Flügel verdrillt wird. Eine auf dem Flügelarm montierte Umlenkung führt den Faden zugleich der sich zwischen den Flügelarmen drehenden Spule zu.

### Mechanische Teile
Ein Flügelspinnrad setzt sich aus folgenden Teilen zusammen (die Buchstaben beziehen sich auf die nebenstehende Zeichnung):
- Der Tritt (das Trittbrett) (f) wird gewöhnlich mit dem rechten Fuß bedient
- Antriebsstange (e), auch Knecht genannt; stattdessen kann auch ein Riemen verwendet werden
- Kurbel (d)
- Schwungrad (c)
- Antriebsschnur oder -riemen (s und t), diese kann z. B. aus Baumwolle, Leinen, Wolle oder Leder bestehen.
- Spinnflügel, besteht aus:
  - U-förmiger Flügel mit zwei Flügelarmen (a) aus Holz oder Eisen. Auf den Armen sind Führungen für den entstandenen Faden (i) angebracht, das kann eine Reihe von Häkchen, Löcher für ein umsteckbares Häkchen oder eine verschiebbare Öse sein.
  - Die rotierende Spindel (x) mit der Einzugsöffnung (y) und seitlichem Auslass ist mit dem Flügel fest verbunden.
  - Die Spule (b) wird über die Spindel geschoben und dreht sich unabhängig von dieser. Mit der Spule ist ein Spulenwirtel (u) verbunden (ein Wirtel ist eine Riemenscheibe).
  - Doppelfädige und flügelgetriebene Spinnräder besitzen zusätzlich einen Flügelwirtel (r), der die Flügel antreibt.

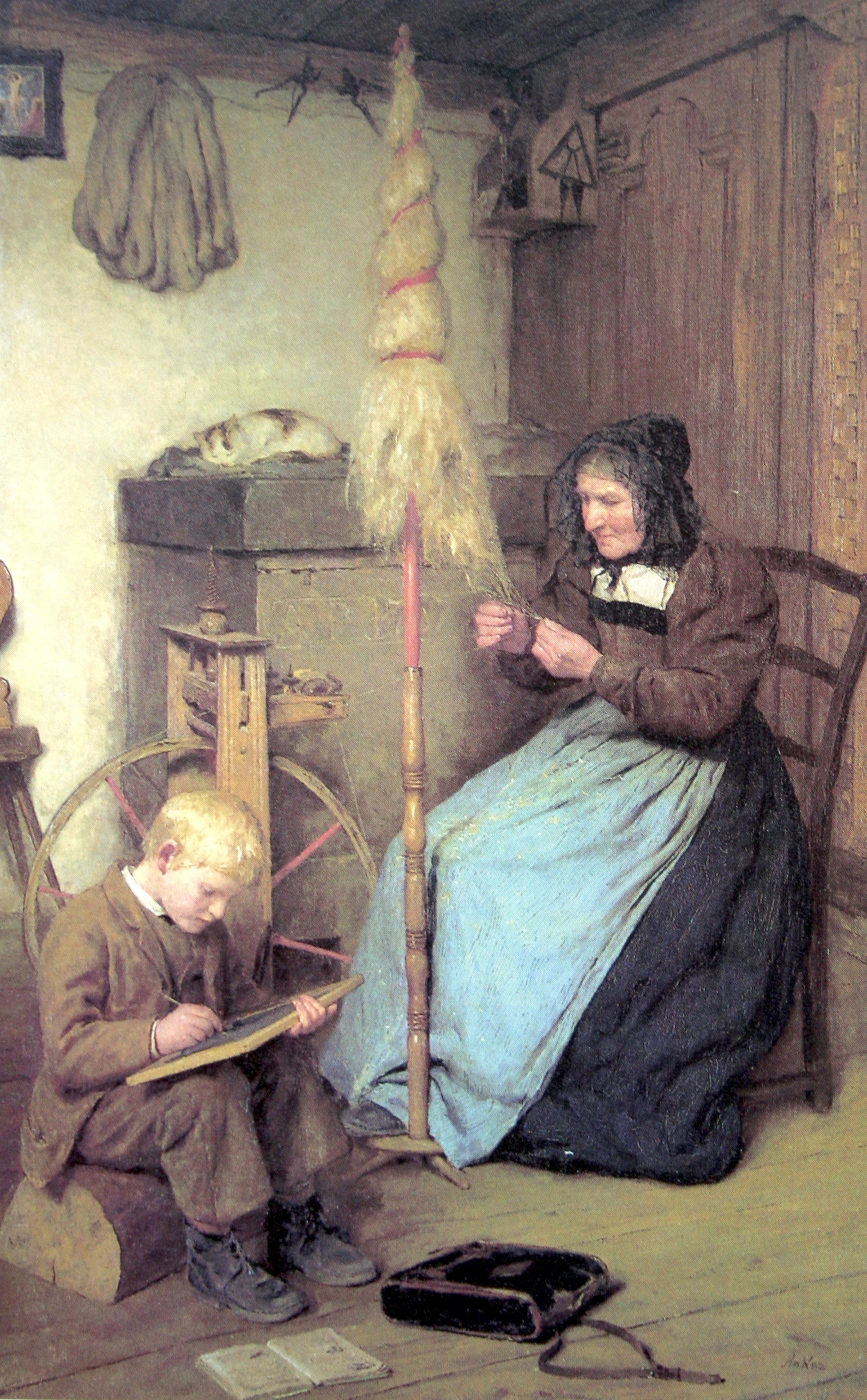
Sogenannter Emmentaler Typ eines Spinnrads, Bild „Die Arbeitsamen“ (1883) von Albert Anker

### Tragende Teile
Ein Spinnrad kann sehr unterschiedlich aufgebaut sein. Die Basis bildet oft eine Bank aus Holz mit drei oder vier Beinen. Ein tragendes Gestell kann aber auch direkt auf dem Boden stehen. Der Spinnflügel kann seitlich oder oberhalb des Schwungrades angeordnet sein. Doppelspinnräder haben zwei Spinnflügel, wodurch die spinnende Person zwei Fäden gleichzeitig herstellen kann.

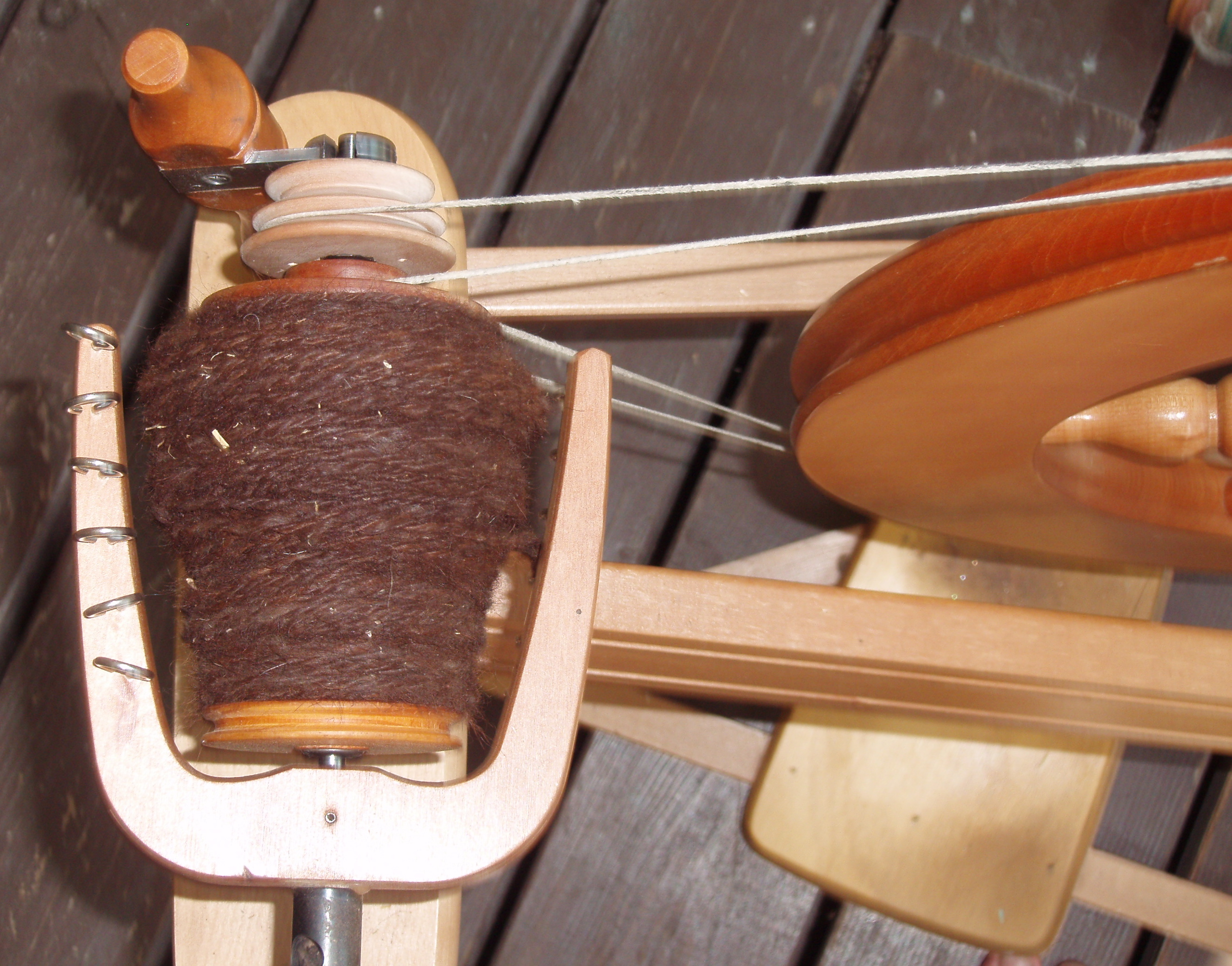
Zweifädiger Spinnflügel

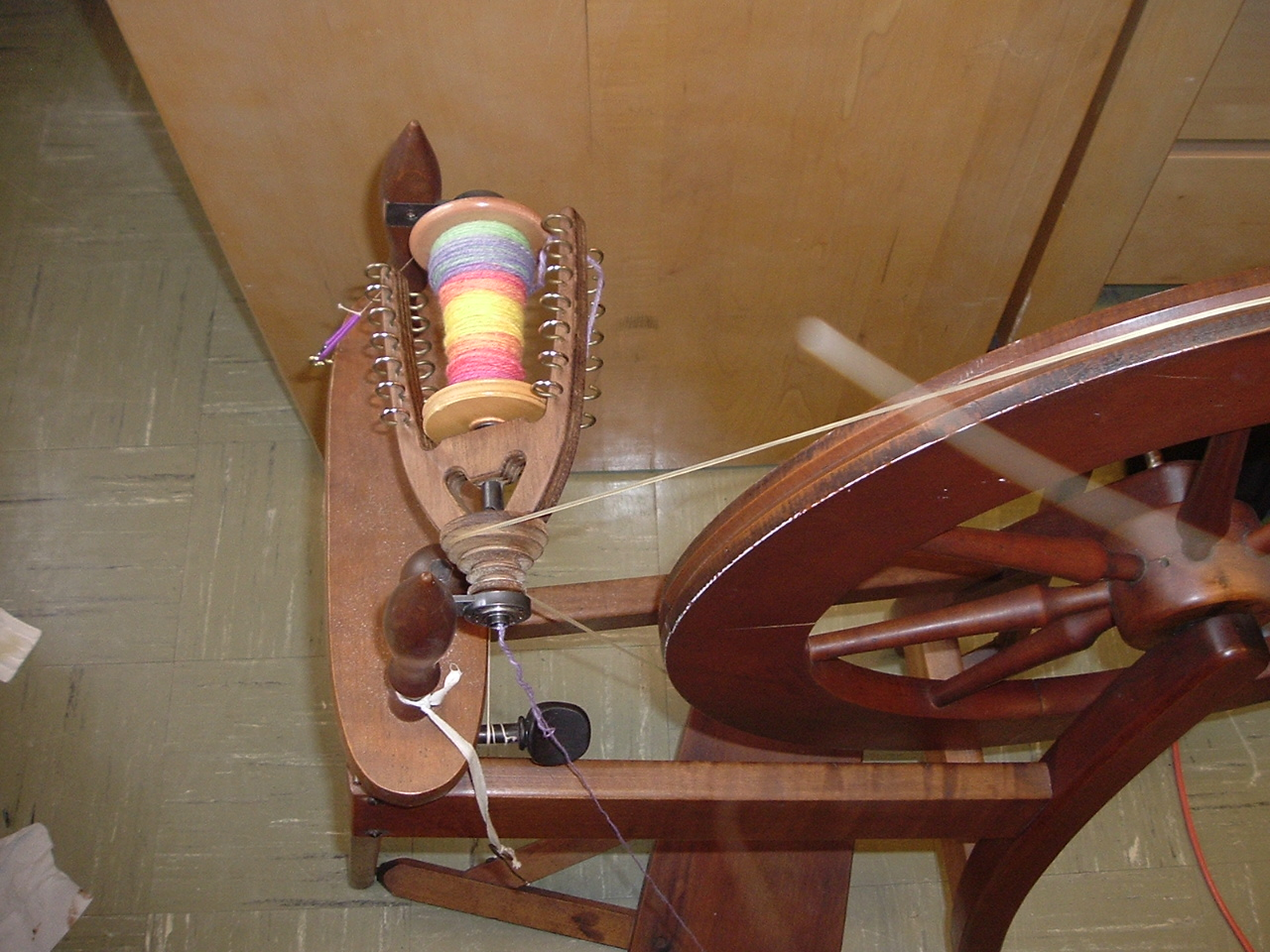
Einfädiger Spinnflügel mit Flügelantrieb und Spulenbremse (hinten)

## Funktionsprinzip Flügelspinnrad
Die spinnende Person setzt das Schwungrad über den Fußantrieb in Bewegung. Die Umdrehung des Schwungrads wird durch den Antriebsfaden auf Spinnflügel und Spule übertragen. Da diese wesentlich kleiner sind als das Schwungrad, drehen sie sich deutlich schneller. 
Die Aufgabe des Spinnflügels ist es, die Fasern miteinander zu verdrehen und gleichzeitig auf die Spule aufzuwickeln.
Zum Aufwickeln des gesponnenen Fadens muss entweder die Spule sich schneller drehen als die Flügel (z. B. am flügelgebremsten Spinnrad) oder umgekehrt (z. B. am spulengebremsten Spinnrad).
Die spinnende Person gibt soviel Fasern aus dem Faservorrat frei, wie es für die Dicke des gewünschten Fadens erforderlich ist. Zugleich bestimmt sie durch die Trittgeschwindigkeit den Drall des Fadens. Der Drall macht den Faden fester und weniger elastisch. Neben der Fasermenge beeinflusst auch der Zug am Faserbündel durch Zeigefinger und Daumen die Dicke des entstehenden Fadens.

### Zweifädige (doppelfädige) Flügelspinnräder
Bei den sogenannten zweifädigen Spinnrädern werden durch einen doppelt um das Schwungrad gelegten (und dabei überkreuzten) Antriebsriemen sowohl der Flügelwirtel als auch der Spulenwirtel angetrieben.
Einer der beiden Wirtel – meist der Spulenwirtel – hat einen kleineren Durchmesser, wodurch die Spule sich schneller dreht als der Flügel und der Faden aufwickelt.

### Einfädige Flügelspinnräder mit Flügelantrieb (spulengebremst)
Nur der Spinnflügel wird über den Flügelwirtel direkt angetrieben. Die Spule wird durch Reibung vom Spinnflügel mitgeschleift. Ihre Laufgeschwindigkeit wird meist durch eine Schnur (auch schottische Bremse genannt) über dem Spulenwirtel gebremst.

### Einfädige Flügelspinnräder mit Spulenantrieb (flügelgebremst)
Die Spule wird über den Antriebsriemen direkt angetrieben, einen zusätzlichen Flügelwirtel gibt es nicht. Um die Geschwindigkeit des mitgeschleiften Spinnflügels gegenüber der Spule zu reduzieren, wird über das Vorderende der Spindel (Einzugsöffnung) ein Lederband oder ähnliches angebracht. Der Druck auf diese Flügelbremse kann reguliert werden.

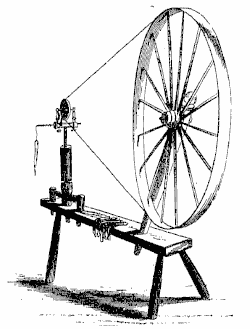
Europäisch-amerikanisches Spindelspinnrad

## Aufbau und Funktionsprinzip des Spindelspinnrads
Das ältere und im Gegensatz zum Flügelspinnrad immer von Hand angetriebene Spindelspinnrad wird auch Großes Rad, Wanderrad, Handspinnrad oder (Baum-)Wollrad genannt. Auf einem Brett sind Schwungrad und Spindel angeordnet und durch einen Antriebsriemen verbunden. Zu diesem Typ gehören z. B. die in Indien eingesetzten Charkas für das Verspinnen von Baumwolle und das im niedersächsischen Wendland beheimatete, sogenannte Peterrad für das Verspinnen von grobem Flachs-Werg.

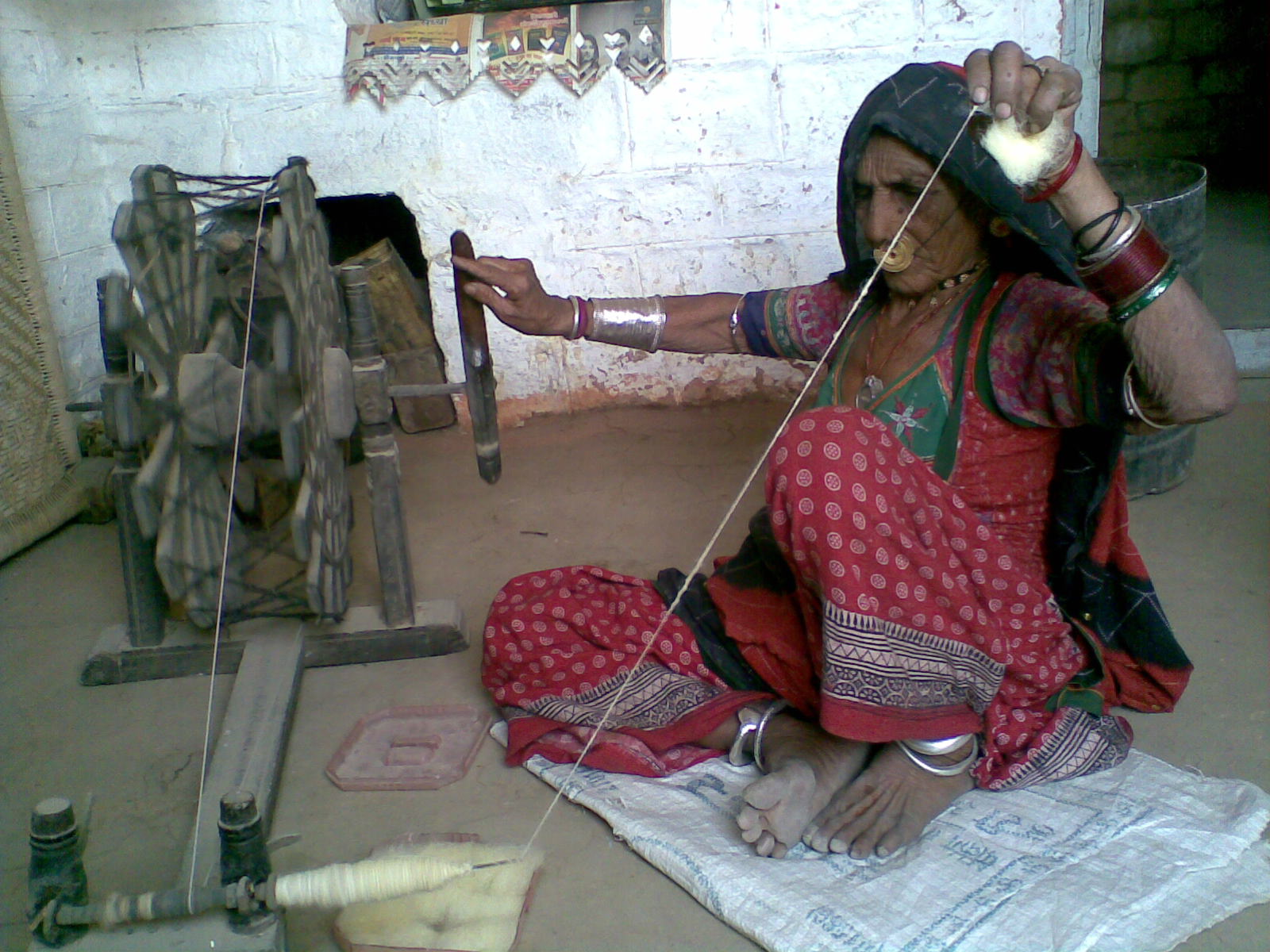
Indische Spinnerin an einem Charka-Spindelspinnrad

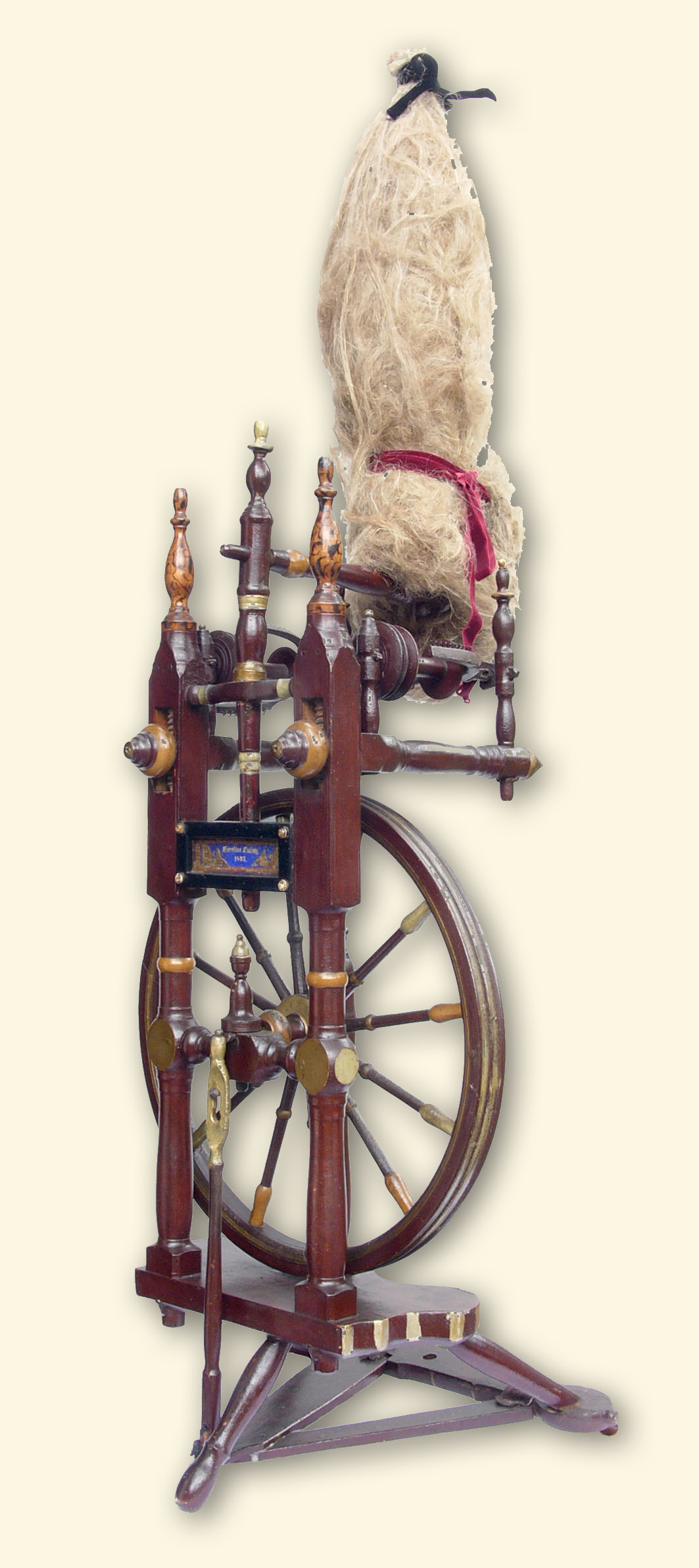
Doppelflügeliges Bockrad (Hochzeitsrad)

Das Schwungrad wird mit der rechten Hand gedreht. Die linke Hand zieht den Faservorrat in einem Winkel von 45° zur Spindelachse. Die spinnende Person kann einen so langen Faden spinnen, wie ihr Arm nach hinten reicht. Dabei muss die Geschwindigkeit, mit der der Drall in die Fasern einläuft, mit der Geschwindigkeit abgestimmt werden, mit der die Hand zurückgezogen wird. Wenn der Faden nicht mehr länger gezogen werden kann, muss er jeweils manuell auf die Spindel aufgewickelt werden.

## Weitere Verwendung und Zubehör
Gesponnene Fäden werden auf dem Spinnrad zur weiteren Verwendung meist noch gezwirnt, d. h., es werden zwei oder mehr Einzelfäden zu einem stärkeren Garn verdrillt. Zu diesem Zweck wird ein sogenannter Spulenbock verwendet, der die Spinnradspulen trägt, von denen die Einzelfäden frei ablaufen. Zum Spinnrad gehören darum üblicherweise mindestens zwei Ersatzspulen.
Um das Garn von den Spinnradspulen abzuwickeln, wird eine Dreh- oder Kreuzhaspel verwendet, mit der man Stränge herstellt, die dann gewaschen, ggf. gefärbt und gehandelt werden können. Im Oberland (Ostpreußen) war der verzierte Kratzenstock zur Aufnahme von Garnklunkern eine landestypische Besonderheit.

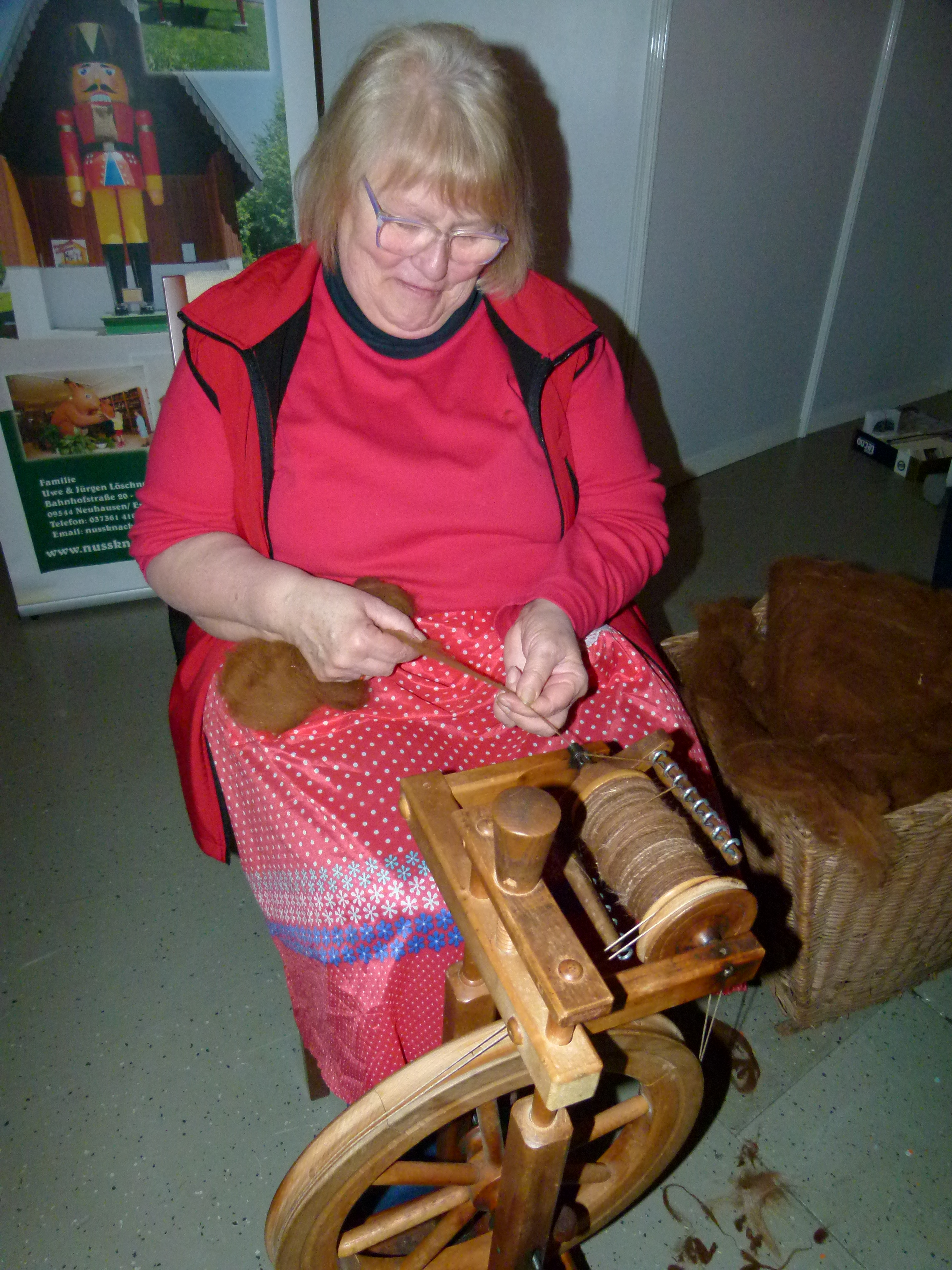
Erzgebirgisches Spinnrad

## Siehe auch

Das Spinnrad hat in der Geschichte der indischen Unabhängigkeitsbewegung eine zentrale symbolische Bedeutung und erscheint seit 1947 auch in der Nationalflagge des Landes.